# Български орел
„Български орел“ (оригинално име „Бѫлгарскый орелъ“) е първият български информационен и общообразователен вестник.
Излиза в Лайпциг в 3 броя на следните дати: на 20 април и 20 септември 1846 година и на 1 януари 1847 година. Основател и редактор е Иван Богоров. Макар да е наричан тогава списание, както името му, така и неговата програма, но също и външен вид и формат говорят за това, че е вестник. Езикът на вестника е близък до говоримия през Възраждането народен език.

## Броеве
Иван Богоров замисля вестника като двуседмичник, но от него излизат общо само 3 броя с разни заглавия и тираж 500 бр.
Първи брой на вестника излиза на 20 април 1846 година със заглавието „Български орел. Известник граждански, търговски и книжовен“. Печатан е в печатницата на Брайткопф и Хертел. Издаван далеч от българската общност, той е предназначен не за читатели, а за слушатели. Направен е по всички образци на модерните тогава програми. Уводната му статия е наречена „Свикване“, като финалът ѝ агитира хората да станат абонати на вестника. На всеки бъдещ абонат е подарен първи брой на „Български орел“.
|                                                 |  |  |  |
| Първият брой „Български орел“, 20 април 1846 г. |  |  |  |

Втори брой излиза на 20 септември 1846 година под заглавието „Български народен известник“. Печатан е в печатницата на Фр. Рюкман.
|                                                                   |  |  |  |
| Вторият брой „Българский народен известник“, 20 септември 1846 г. |  |  |  |

Третият брой излиза на 1 януари 1847 година също от печатницата на Рюкман и е озаглавен отново „Българският орел. Известник граждански, търговски и книжовен“. Съдържа новини, календар на Европа. Разглежда различни владетели. Дава актуална и амбициозна информация за времето си.
След като спира издаването на този вестник Иван Богоров след две години започва издаването на „Цариградски вестник“, който става най-дълго издаваният през Възраждането – цели 13 години.
|                                                                |  |  |  |
| Третият брой „Българский народен известник“, 20 януари 1847 г. |  |  |  |